# HD 168871
HD 168871 är en gul stjärna i huvudserien i Kikarens stjärnbild..
Stjärnan har fotografisk magnitud +6,45 och är nätt och jämnt synlig för blotta ögat vid mycket god seeing.